# محمد عبد الرحمن خليفة
محمد عبد الرحمن خليفة النسور هو برلماني أردني، من مواليد السلط في عام 1919، صاحب أطول مدة في رئاسة حركة الإخوان المسلمين في الأردن من (1953-1994)، كان المراقب الثاني للاخوان المسلمين في الأردن، اعتقل مرتين وفر في إحداهما إلى سوريا، حصل على بكالوريوس حقوق من معهد الحقوق في القدس القدس المحتلة، كان عضو مكتب إرشاد الإخوان المسلمين ونائب المرشد العام للإخوان المسلمين في العالم، كما ترشح نائبا بالبرلمان الأردني بين أعوام 1956- 1961. توفي في عام 2006 عن 87 سنة.

## نشأته ودراسته
وُلد الشيخ محمد عبد الرحمن خليفة النسور في مدينة السلط عام 1919م، وهو ينتمي إلى عشيرة النسور السلطية. وتلقى تعليمه الأول في (الكتّاب) على يد الشيخ عفيف زيد حيث قرأ القرآن على يديه، ثم درس في مدرسة السلط في بداية افتتاحها. وبعد أن أنهى الصف العاشر، أرسل في بعثة إلى كلية خضوري الزراعية في طولكرم ومنها حصل على دبلوم الزراعة، ثم دخل معهد المعلمين وحصل على شهادتها. ثم حصل على بكالوريوس حقوق من معهد الحقوق في القدس.
بدأ حياته العملية معلمًا في مدرسة حوارة الابتدائية ثم في مدرسة الرمثا، ثم ترك التعليم ليلتحق بمعهد الحقوق في القدس؛ حيث حصل منها على شهادة بكالوريوس في المحاماة. وقد عمل بعد تخرجه محاميًا لمدة سنتين، ثم اختاره المجلس القضائي في عمان ليكون قاضي صلح في معان، ثم نقل ليشغل مدعيًّا عامًّا السلط، ثم نقل بنفس الوظيفة إلى إربد، ثم الكرك، ثم مادبا ليشغل وظيفة قاض فيها؛ حيث استقال سنة 1953م بناءً على طلب مجلس الشورى في جماعة الإخوان الذي انتخبه مراقبًا عامًا لهذه الجماعة.

## وظائفه
شغل محمد عبد الرحمن خليفة عدة وظائف منها أنه عمل مدعيًّا عامًا وقاضيًا، وقد عمل بعد تخرجه محاميًا لمدة سنتين، ثم اختاره المجلس القضائي في عمان ليكون قاضي صلح في معان، ثم نقل ليشغل مدعيًّا عامًّا السلط، ثم نقل بنفس الوظيفة إلى إربد، ثم الكرك، ثم مادبا ليشغل وظيفة قاض فيها؛ حيث استقال سنة 1953م بناءً على طلب مجلس الشورى في جماعة الإخوان الذي انتخبه مراقبًا عامًا لهذه الجماعة. ثم أصبح عضواً في مجلس النواب الأردني في الفترة من 1956م - 1961م. وأخيرًا عمل رئيسًا لجمعية المركز الإسلامي الخيرية منذ عام 1963 وحتى العام 2000م.

## علاقته بالإخوان
تعرف محمد عبد الرحمن خليفة على دعوة الإخوان المسلمين مبكرًا عندما كان تلميذًا في كلية خضوري بفلسطين، ومن الذين كانوا يزورون الأردن من الإخوان المصريين وغيرهم، ومن النشرات الإسلامية التي كانت تصل إلى فلسطين.
وقد تعرض عدة مرات للاعتقال، وأودع السجن بسبب مواقفه الشخصية ومواقف الجماعة التي يرأسها، كما أن له مواقفه المميزة تحت قبة البرلمان؛ حيث أصبح نائبًا للأمة بعد فوزه في انتخابات 1956م.
وبعد سنة 1968م، وبعد نكبة يونيو بعام، شكل محمد عبد الرحمن لجنة (إنقاذ القدس) بمناسبة مرور سنة على الاحتلال اليهودي للمدينة المقدسة.
ولقد أصبح للجماعة في عهده دور مهم في الحركة الإسلامية العالمية، وذلك عندما نقلها من دور (جمعية) إلى دور الجماعة ذات التنظيم، ومن جماعة تهتم بالأعمال الخيرية، إلى حركة فاعلة في الواقع السياسي والاجتماعي والفكري والاقتصادي الأردني.
وقد استقبلت الجماعة في عهده عدة رموز منهم أمجد الزهاوي، وأبو الأعلى المودودي، ونواب صفوي، وسيد قطب، وحسن الهضيبي، ومحيي الدين القليبي، وعلال الفاسي وغيرهم.
ومن أعماله أنه أرسل برسائل إلى أولياء الأمور في الدول العربية والإسلامية سنة 1993م يدعوهم إلى نبذ الفرقة، وإزالة الخلافات من بينهم، واستنهاض الهمم لاستعادة الأقصى والمقدسات، ورفع الظلم عن الفلسطينيين القابعين تحت نير الاحتلال اليهودي الغاشم، والذي فاق النازية في همجيته وعدوانه.